# Německo-hannoverská strana
Německo-hannoverská strana (německy: Deutsch-Hannoversche Partei; DHP) byla německá konzervativní federalistická strana v období Německého císařství a Výmarské republiky. Aktivní byla především na území Dolního Saska, kde se před rokem 1866 existovalo Hannoverské království. Její členové byli úzce spjati s bývalým vládnoucím rodem Welfů, takže byli známí pod přezdívkou Welfové (německy: Welfen).

## Historie

### Vznik a období Německé říše

Hannoversko na mapě Německé říše (1871)

Strana vznikla na protest proti pruské anexi Hannoverského království po prusko-rakouské válce v roce 1866 a konfiskaci majetku sesazeného rodu Welfů. Poslední hannoverský král Jiří V. odešel po porážce jeho vojsk do exilu do Gmundenu v Rakousku a z Hannoverska se stala provincie v rámci Pruska. Strana si dala za cíl nabití samostatnosti a znovu dosazení Welfů na trůn. Členskou základnu tvořili především hannoverští šlechtici. DHP byla konzervativní pravicová strana, která se orientovala silně protiprusky. Měla své luteránské křídlo pocházející z východní části Hannoverska (okresy Hannover a Lüneburg) a katolické křídlo rekrutující ze západní části ze zemského okresu Osnabrück a povodí řeky Emže.
Kvůli jejich někdy až militantním požadavkům na obnovu Hannoverského království uvažoval kancléř Otto von Bismarck v srpnu 1878 o jejím zákazu. Strana následně zmírnila svoji rétoriku, ztratila ale i část svého vlivu. Ve sněmu intenzivně spolupracovala se stejně protiprusky laděným katolickým Centrem. Ludwig Brüel, blízký přítel vůdce Centra Ludwiga Windthorsta, se v roce 1892 zasloužil o navrácení části majetků Welfům. Nejvýznamnějším předválečným představitelem strany byl Georg von der Decken, který byl mezi roky 1890—1898 předsedou. Strana zasedala ve všech říšských sněmech s kolísavým počtem poslanců od 2 do 11. V prvních volbách v roce 1871 získala 1,9 % hlasů, v posledních říšských v roce 1912 pak 0,7 %. Především ve východním Hannoversku byla DHP stranou, která ve volebních okrscích získávala opakovaně nadpoloviční většinu hlasů. 

### Výmarská republika a plebiscit o nezávislosti
Po porážce v první světové válce a svržení monarchie vznikla v Německu tzv. Výmarská republika. Republikánské zřízení státu zcela zhatilo snahy DHP na návrat Welfů na trůn, a tak strana přehodnotila své cíle. Začala prosazovat vyčlenění Hannoverska z Pruska a vznik nové spolkové země v rámci Německa. Sama strana zůstala stejně silná jako před válkou. Dokonce při volbách v roce 1920 v roce 1924 se stala nejsilnější stranou ve volebním okrsku Východní Hannoversko. Podařilo se jí prosadit plebiscit, který se konal 18. května 1924. Voliči měli v předběžném hlasování vyjádřit svůj názor na oddělení provincie Hannoverska (bez vládního okresu Aurich) od Pruska a vytvoření samostatného státu v rámci Německa. Pro uskutečnění počátečních právních úkonů byla potřeba účast alespoň jedné třetiny všech voličů. Nutných 33 % voličů se ale nepodařilo získat. Plebiscitu se zúčastnilo pouze 30,2 % hlasujících a žádost o vyčlenění byla zamítnuta. Silný vliv na výsledek měl tlak státu na úředníky a tisk, který nabádal plebiscit ignorovat. Velké politické strany (SPD, DVP, DNVP) se taktéž stavěly k vyčlenění Hannoverska odmítavě. Samotný plebiscit skončil výrazně pro osamostatnění (82,6 %).
Neúspěch referenda znamenal začátek oslabování strany a odlivu členů. Členové luteránského křídla se začali přidávat k DNVP nebo k nacistům, katolíci přešli do Centra. Na konci 20. let počet hlasů výrazně klesl a v roce 1932 se strana nedostala do sněmu. Po převzetí moci nacisty se sama rozpustila 1. července 1933, aby zabránila zákazu ze strany NSDAP.

## Poválečný vývoj a vznik Dolního Saska
Po válce vznikla jako pokračovatelka DHP tzv. Dolnosaská zemská strana (německy: Niedersächsische Landespartei). Hannoversko se ocitlo v britské okupační zóně Německa. Strana se opět přihlásila o vyčleněné Hannoverska z Pruska a tentokrát její požadavky dopadly na úrodnou půdu. Britská okupační správa rozpustila původní pruské administrativní zřízení a vytvořila v roce 1947 tři nové země (Šlesvicko-Holštýnsko, Severní Porýní-Vestfálsko a Dolní Sasko). Nově vzniklé Dolní Sasko mělo sídlo v Hannoveru a kromě původní Hannoverské provincie zabíralo i další tři menší státy (Brunšvicko, Oldenbursko a Schaumburg-Lippe). Po vzniku Dolního Saska se strana přejmenovala na Německou stranu (německy: Deutsche Partei, DP) a díky pevné voličské základně byla opakovaně součástí spolkového sněmu. V letech 1949—1957 zasedala ve vládních kabinetech v koalici s CDU a Heinrich Hellwege z DP se stal dolnosaským ministerským prezidentem (1955—1959).
Po reformě volebního zákona, kdy strana musela pro vstup do sněmu získat 5 % nebo alespoň tři křesla v jednom volební obvodu, se regionálně zaměřená DP musela spojit s dalšími menšími stranami do Všeněmecké strany (německy: Gesamtdeutsche Partei, GDP). Volby v roce 1961 ale skončily s výsledkem 2,8 % výrazným neúspěchem. 

## Volební výsledky a zastoupení v zákonodárných sborech

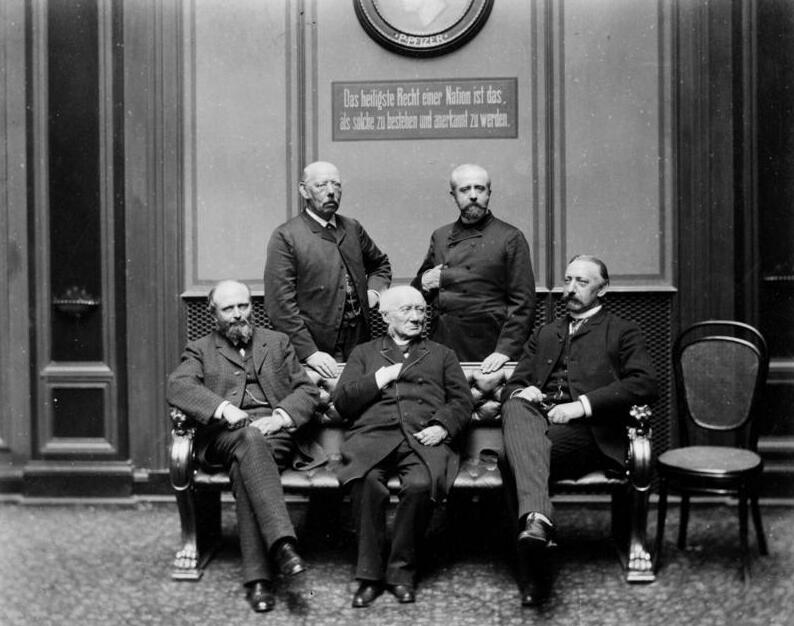
Poslanci DHP kolem vůdce Centra Ludwiga Windthorsta

Volební výsledky strany do Říšského sněmu v období Výmarské republiky.
| Volby       | Celkové hlasy | Procenta | Získaná křesla | +/–  |
| ----------- | ------------- | -------- | -------------- | ---- |
| 1919        | 77 226        | 0,25 %   | 1 / 423        | ▼ -4 |
| 1920        | 319 108       | 1,13 %   | 5 / 459        | ▲ +4 |
| 1924 (V.)   | 319 792       | 1,09 %   | 5 / 472        | ▬ ±0 |
| 1924 (XII.) | 261 549       | 0,86 %   | 4 / 493        | ▼ -1 |
| 1928        | 195 555       | 0,64 %   | 4 / 491        | ▬ ±0 |
| 1930        | 144 286       | 0,41 %   | 3 / 577        | ▼ -1 |
| 1932 (VII.) | 46 927        | 0,13 %   | 0 / 608        | ▼ -3 |
| 1932 (XI.)  | 63 966        | 0,18 %   | 1 / 584        | ▲ +1 |
| 1933 (III.) | 47 743        | 0,12 %   | 0 / 647        | ▼ -1 |